# 9610 Фішер
9610 Фішер (9610 Vischer) — астероїд головного поясу, відкритий 2 вересня 1992 року.
Тіссеранів параметр щодо Юпітера — 3,150.